# Кримненська сільська рада
| Кримненська сільська рада — орган місцевого самоврядування у Старовижівському районі Волинської області з адміністративним центром у с. Кримне. Водоймища на території, підпорядкованій даній раді: річка Прип'ять, озера Домашнє, Пісочне, Солинка, Дімино, Совинець. Сільській раді підпорядковані населені пункти: - с. Кримне - с. Яревище |

## Склад ради
Рада складається з 14 депутатів та голови.

### Керівний склад ради
| ПІБ                       | Основні відомості                                                 | Дата обрання | Дата звільнення |
| ------------------------- | ----------------------------------------------------------------- | ------------ | --------------- |
| Тусь Василь Іванович      | Сільський голова, 1963 року народження, освіта, безпартійний      | 26.03.2006   | 31.10.2010      |
| Тусь Василь Іванович      | Сільський голова, 1963 року народження, освіта вища, безпартійний | 31.10.2010   | 18.10.2013      |
| Курижко Руслан Леонідович | Сільський голова, 1990 року народження, освіта вища, безпартійний | 25.05.2014   | 09.01.2020      |

Примітка: таблиця складена за даними джерела

## Населення
Згідно з переписом УРСР 1989 року чисельність наявного населення сільської ради становила 2921 особа, з яких 1364 чоловіки та 1557 жінок.
За переписом населення України 2001 року в сільській раді мешкало 2617 осіб.

### Мова
Розподіл населення за рідною мовою за даними перепису 2001 року:
| Мова       | Відсоток |
| ---------- | -------- |
| українська | 99,85 %  |
| білоруська | 0,11 %   |
| російська  | 0,04 %   |